# Åkmadrass
En åkmadrass eller skrana är en vinterleksak för utomhusbruk bestående av en skumgummimadrass inuti ett fodral av slitstark PVC-plast eller gummi. Åkmadrassen används till att åka på nedför snötäckta backar, likt pulka, stjärtlapp och snowracer. Till skillnad mot många andra åkleksaker går inte åkmadrasser att styra. En pulka kan man exempelvis styra genom att sätta ner handen i snön på ena sidan. Om man gör detta med en åkmadrass börjar den i stället att rotera. Åkmadrassens undersida glider på snö och is medan översidan har högre friktion så att man inte ska glida av den när man åker på den.
Enligt dem själva uppfanns åkmadrassen av företaget Gumboda kapell i mitten av 1980-talet som en sidoprodukt till företagets produktion av svetsade lastbilskapell. Åkmadrasser tillverkas även av andra företag.